# Rogerville
Rogerville és un municipi francès situat al departament del Sena Marítim i a la regió de Normandia. L'any 2007 tenia 1.253 habitants.

## Demografia

### Població
El 2007 la població de fet de Rogerville era de 1.253 persones. Hi havia 412 famílies de les quals 56 eren unipersonals (28 homes vivint sols i 28 dones vivint soles), 144 parelles sense fills, 192 parelles amb fills i 20 famílies monoparentals amb fills.
La població ha evolucionat segons el següent gràfic:
Habitants censats

### Habitatges
El 2007 hi havia 440 habitatges, 423 eren l'habitatge principal de la família, 5 eren segones residències i 12 estaven desocupats. Tots els 437 habitatges eren cases. Dels 423 habitatges principals, 375 estaven ocupats pels seus propietaris, 40 estaven llogats i ocupats pels llogaters i 8 estaven cedits a títol gratuït; 6 tenien dues cambres, 44 en tenien tres, 117 en tenien quatre i 257 en tenien cinc o més. 366 habitatges disposaven pel capbaix d'una plaça de pàrquing. A 152 habitatges hi havia un automòbil i a 254 n'hi havia dos o més.

### Piràmide de població
La piràmide de població per edats i sexe el 2009 era:
| Homes | Edats   | Dones |
| ----- | ------- | ----- |
| 0     | 95 o +  | 8     |
| 0     | 90 a 94 | 40    |
| 4     | 85 a 89 | 4     |
| 0     | 80 a 84 | 8     |
| 16    | 75 a 79 | 16    |
| 12    | 70 a 74 | 12    |
| 16    | 65 a 69 | 20    |
| 36    | 60 a 64 | 24    |
| 44    | 55 a 59 | 40    |
| 64    | 50 a 54 | 80    |
| 44    | 45 a 49 | 52    |
| 32    | 40 a 44 | 44    |
| 36    | 35 a 39 | 36    |
| 60    | 30 a 34 | 48    |
| 36    | 25 a 29 | 32    |
| 40    | 20 a 24 | 36    |
| 48    | 15 a 19 | 28    |
| 48    | 10 a 14 | 48    |
| 52    | 5 a 9   | 28    |
| 32    | 0 a 4   | 48    |

## Economia
El 2007 la població en edat de treballar era de 796 persones, 570 eren actives i 226 eren inactives. De les 570 persones actives 543 estaven ocupades (284 homes i 259 dones) i 27 estaven aturades (8 homes i 19 dones). De les 226 persones inactives 97 estaven jubilades, 72 estaven estudiant i 57 estaven classificades com a «altres inactius».

### Ingressos
El 2009 a Rogerville hi havia 425 unitats fiscals que integraven 1.189,5 persones, la mediana anual d'ingressos fiscals per persona era de 21.842 €.

### Activitats econòmiques
Dels 60 establiments que hi havia el 2007, 4 eren d'empreses extractives, 1 d'una empresa de fabricació de material elèctric, 10 d'empreses de fabricació d'altres productes industrials, 4 d'empreses de construcció, 7 d'empreses de comerç i reparació d'automòbils, 21 d'empreses de transport, 2 d'empreses d'hostatgeria i restauració, 2 d'empreses financeres, 6 d'empreses de serveis, 1 d'una entitat de l'administració pública i 2 d'empreses classificades com a «altres activitats de serveis».
Dels 4 establiments de servei als particulars que hi havia el 2009, 1 era una fusteria, 2 perruqueries i 1 restaurant.
L'any 2000 a Rogerville hi havia 5 explotacions agrícoles.

## Equipaments sanitaris i escolars
El 2009 hi havia una escola elemental.

## Poblacions més properes
El següent diagrama mostra les poblacions més properes.